# Herzog (roman)
 (janvier 2022).
La mise en forme du texte ne suit pas les recommandations de Wikipédia : il faut le « wikifier ».
Les points d'amélioration suivants sont les cas les plus fréquents. Le détail des points à revoir est peut-être précisé sur la page de discussion.
- Les titres sont pré-formatés par le logiciel. Ils ne sont ni en capitales, ni en gras.
- Le texte ne doit pas être écrit en capitales (les noms de famille non plus), ni en gras, ni en italique, ni en « petit »…
- Le gras n'est utilisé que pour surligner le titre de l'article dans l'introduction, une seule fois.
- L'italique est rarement utilisé : mots en langue étrangère, titres d'œuvres, noms de bateaux, etc.
- Les citations ne sont pas en italique mais en corps de texte normal. Elles sont entourées par des guillemets français : « et ».
- Les listes à puces sont à éviter, des paragraphes rédigés étant largement préférés. Les tableaux sont à réserver à la présentation de données structurées (résultats, etc.).
- Les appels de note de bas de page (petits chiffres en exposant, introduits par l'outil «  Source ») sont à placer entre la fin de phrase et le point final[comme ça].
- Les liens internes (vers d'autres articles de Wikipédia) sont à choisir avec parcimonie. Créez des liens vers des articles approfondissant le sujet. Les termes génériques sans rapport avec le sujet sont à éviter, ainsi que les répétitions de liens vers un même terme.
- Les liens externes sont à placer uniquement dans une section « Liens externes », à la fin de l'article. Ces liens sont à choisir avec parcimonie suivant les règles définies. Si un lien sert de source à l'article, son insertion dans le texte est à faire par les notes de bas de page.
- La présentation des références doit suivre les conventions bibliographiques. Il est recommandé d'utiliser les modèles {{Ouvrage}}, {{Chapitre}}, {{Article}}, {{Lien web}} et/ou {{Bibliographie}}. Le mode d'édition visuel peut mettre en forme automatiquement les références.
- Insérer une infobox (cadre d'informations à droite) n'est pas obligatoire pour parachever la mise en page.

Pour une aide détaillée, merci de consulter Aide:Wikification.
Si vous pensez que ces points ont été résolus, vous pouvez retirer ce bandeau et améliorer la mise en forme d'un autre article.
Cet article concerne le roman de Saul Bellow. Pour d'autres significations, voir Herzog.
Herzog est un roman de Saul Bellow de 1964, composé en grande partie de lettres du protagoniste Moses E. Herzog. Il a remporté le US National Book Award for Fiction et le Prix International. En 2005, Time magazine l'a désigné l'un des 100 meilleurs romans en langue anglaise depuis la création du journal en 1923,.

## Résumé
Le roman décrit cinq jours de la vie de Moses E. Herzog qui, à l'âge de quarante-sept ans, traverse une crise de la quarantaine à la suite de son deuxième divorce. Il a deux enfants de chacune de  ses  ex-épouses, et est en couple avec une femme dynamique, Ramona, mais se retrouve à fuir tout engagement.
Herzog passe une grande partie de son temps à écrire mentalement des lettres qu'il n'envoie jamais. Ces lettres sont destinées aux amis, aux membres de la famille et aux personnalités célèbres, y compris des destinataires décédés ou que Herzog n'a jamais connus. Le point commun est que Herzog exprime toujours sa déception, que ce soit la sienne face aux échecs des autres ou de leurs paroles, ou s'excuse pour la façon dont il a déçu les autres.
La seconde épouse d'Herzog, Madeleine, l'a récemment quitté pour Valentin Gersbach, qu'Herzog considérait comme un ami proche. Alors qu'elle était encore mariée, Madeleine avait convaincu Herzog de déménager avec leur fille Junie à Chicago, et de prendre des dispositions pour que Gersbach et sa femme, Phoebe, déménagent également. Ce plan était une ruse, et peu de temps après son arrivée à Chicago, Madeleine jette Herzog et tente de le faire interner dans un asile.
Le roman s'ouvre sur Herzog dans sa maison de Ludeyville, une ville (fictive) des Berkshires dans l'ouest du Massachusetts. Il envisage de retourner à New York pour voir Ramona, mais préfère  s'enfuir à Martha's Vineyard pour rendre visite à des amis. Il arrive chez eux, mais écrit une vraie note disant qu'il doit partir.
Herzog se rend ensuite à New York et, après avoir passé une nuit avec Ramona, il se rend au palais de justice pour discuter avec son avocat de la possibilité de récupérer la garde de sa fille, Junie. Il est ensuite témoin d'une série d'audiences devant le tribunal, dont une où une femme est accusée d'avoir battu à mort son enfant de trois ans en le jetant contre un mur. Moses, déjà bouleversé après avoir reçu une lettre de la baby-sitter de Junie au sujet d'un incident au cours duquel Valentin a enfermé Junie dans la voiture pendant que lui et Madeleine se disputaient à l'intérieur de la maison, se rend à Chicago. Il se rend chez sa belle-mère et récupère un vieux pistolet chargé de deux balles, formant un vague plan pour tuer Madeleine et Valentine et s'enfuir avec Junie.
Le plan tourne mal lorsqu'il voit Valentin donner un bain à Junie et se rend compte qu'elle n'est pas en danger. Le lendemain, après avoir emmené sa fille à l'aquarium, Herzog a un accident  avec sa voiture et est accusé de possession d'une arme chargée. Son frère, le rationnel Will, vient le chercher pour essayer de l'aider à se remettre sur pied. Herzog se rend à Ludeyville, où son frère le rencontre et essaie de le convaincre de s'inscrire dans une institution, ce qu'Herzog a envisagé mais refuse finalement. À la surprise de Will, Ramona se joint à eux pour le dîner et Herzog commence à faire des plans pour réparer la maison, qui, comme sa vie, a besoin de réparations mais est toujours structurellement saine. Herzog conclut en disant qu'il n'a plus besoin d'écrire de lettres.
Dans des flashbacks tout au long du roman, d'autres détails critiques de la vie d'Herzog sont révélés, notamment son premier mariage avec Daisy, leur fils Marco, la vie du père d'Herzog et l'agression sexuelle d'Herzog par un étranger dans une rue de Chicago.
"Les gens ne réalisent pas à quel point ils sont en proie à des idées", a écrit Bellow. "Nous vivons parmi les idées bien plus que nous vivons dans la nature". Herzog est une personne vivant intensément cela. En fait, il considère sa dépendance aux idées comme sa plus grande vertu. Les idées d'Herzog, telles qu'elles sont exprimées dans ses lettres, sont brillantes et séduisantes ; « Après Herzog », exultait le critique littéraire du New York Times, « aucun écrivain n'a besoin de prétendre dans sa fiction que son éducation s'est arrêtée en huitième année. Mais, a déclaré Bellow dans une interview, Herzog "se rend enfin compte que ce qu'il considère comme son "privilège" intellectuel s'est avéré être une autre forme de servitude". Ce n'est que lorsqu'il s'est  débarrassé de  cet esclavage et qu'il est entré en contact avec la « personne primordiale » qui existe en dehors de cette idéologie que Herzog peut « faire l'expérience de l'être authentique ».
L'histoire est entièrement racontée du point de vue d'Herzog, alternant entre la première personne et la troisième personne. À propos de la conscience omniprésente du héros, Irving Howe a écrit : « Nous sommes rendus captifs dans le monde d'Herzog... la conscience du personnage forme la substance du roman. Dans le style typique de Bellow, les descriptions des émotions et des caractéristiques physiques des personnages sont riches en esprit et en énergie. Les relations d'Herzog sont le thème central du roman, non seulement avec les femmes et les amis, mais aussi avec la société et lui-même. Les pensées et les processus de pensée d'Herzog sont mis à nu dans les lettres qu'il écrit.
Au fur et à mesure de l'avancée du roman, les lettres deviennent de moins en moins nombreuses. Cela semble refléter la guérison de l'esprit du narrateur, alors que son attention se détourne de ses luttes intérieures et des idées intellectuelles qui le fascinent.

## Éléments autobiographiques
Le personnage de Herzog fait à bien des égards écho à un Saul Bellow fictif. Herzog et Bellow ont tous deux grandi au Canada, fils de bootleggers qui avaient émigré de Russie (Saint-Pétersbourg). Tous deux sont juifs, ont vécu à Chicago pendant de longues périodes et ont divorcé deux fois (en fin de compte, Bellow se mariera cinq fois, divorçant de quatre de ses femmes). Herzog a presque le même âge que Bellow lorsqu'il a écrit le roman. Le personnage de Valentine Gersbach est inspiré de Jack Ludwig, un ami de longue date de Bellow qui a eu une liaison avec la seconde épouse de Bellow, Sondra. De même, Ramona est inspiré de Rosette Lamont, une professeure de français avec qui Bellow est sortie après avoir divorcé de sa seconde épouse Sasha Tschacbasov. Lamont et Ludwig ont tous deux passé en revue Herzog sans mentionner les éléments autobiographiques, ce dernier le décrivant favorablement comme « une percée majeure ».
Interrogé sur ces similitudes, Bellow a déclaré : « Je ne sais pas si ce genre de chose est vraiment pertinent. Je veux dire, c'est une curiosité de la réalité qui est impure, disons-le ainsi. Soyons tous plus grands que ça ».